# Сенж'єрит
Сенж'єри́т — мінерал, водний уранованадат міді шаруватої будови. Названий за ім'ям бельгійського геолога Е. Сенж'є (E. Sengier), J.F.Vaes, P.F.Kerr, 1949.

## Опис
Хімічна формула:
1. За Є. К. Лазаренком: Cu2[(OH)2|(UO2)2|V2O8]∙8H2O.
2. За «Fleischer's Glossary» (2004): Cu2(UO2)2V2O8·6(H2O).

Склад у %: CuO — 14,55; UO3 — 52,33; V2O5 — 16,64; H2O — 16,48.
Мідистий аналог карнотиту. Сингонія моноклінна. Призматичний вид. Спайність по (001) досконала. Утворює тонкопластинчасті кристали, ромбічні пластинки. Густина ~ 4. Твердість 2,5—3,0. Колір зелений. Блиск скляний. Прозорий. Риса світло-зелена. Крихкий.

## Розповсюдження
Знайдений у зоні окиснення уранових родовищ Луїсвіші (пров. Шаба, Демократична Республіка Конго), на плато Колорадо (США).